# 6314 Reigber
6314 Reigber eller 1990 SQ16 är en asteroid i huvudbältet som upptäcktes den 17 september 1990 av den amerikanske astronomen Henry E. Holt vid Palomarobservatoriet. Den är uppkallad efter Christoph Reigber.
Asteroiden har en diameter på ungefär 5 kilometer och den tillhör asteroidgruppen Flora.